# ルイ13世の誓願

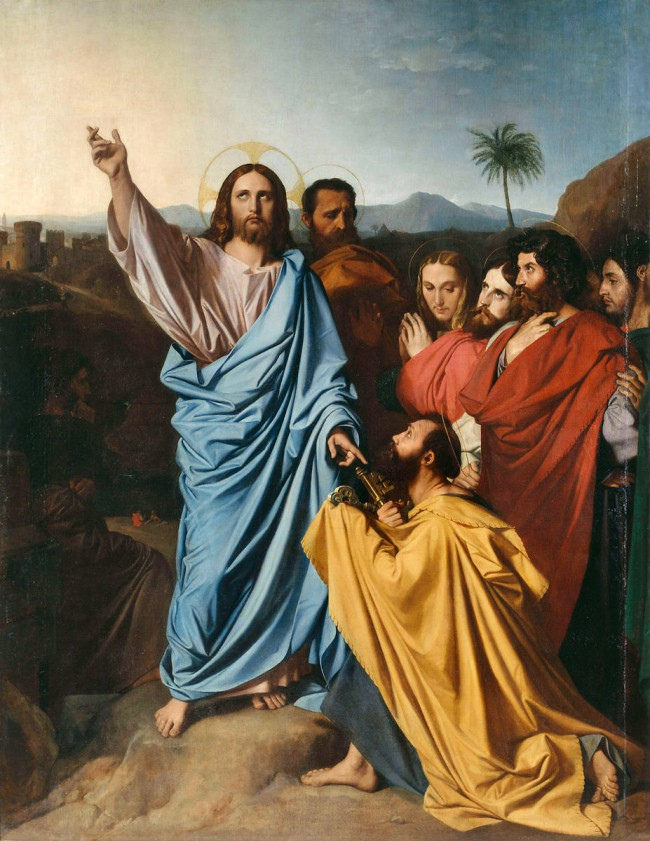
1820年の絵画『聖ペテロへの天国の鍵の授与』。アングル美術館所蔵。

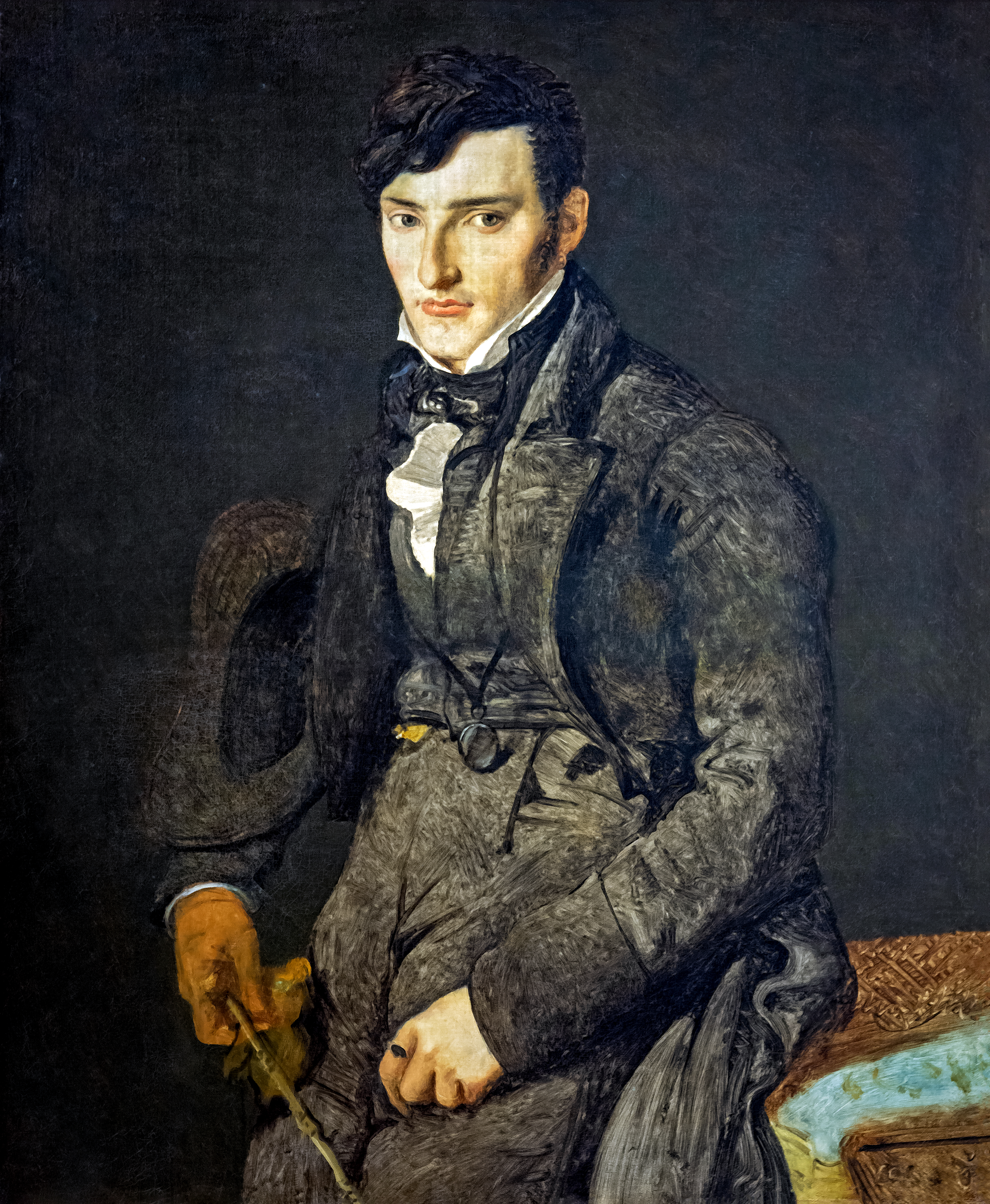
アングルが描いたジャン＝フランソワ・ジリベールの肖像画（1805年）。本作品の発注に尽力したジリベールはアングルの最も親しい友人であり、生涯にわたって文通が続けられた。モントーバン、アングル美術館所蔵。

『ルイ13世の誓願』（仏: Le Vœu de Louis XIII, 英: The Vow of Louis XIII）は、フランス新古典主義の巨匠ドミニク・アングルが1820年から1824年にかけて、故郷モントーバンのモントーバン大聖堂のために制作した祭壇画である。主題はフランス王国ブルボン王朝の第3代国王ルイ14世の誕生にまつわるフランスの故事から取られている。貧困に苦しんでいたフィレンツェ時代のアングルが4年の年月をかけて制作し、1824年のサロンに出品した本作品は、ロマン主義の巨匠ウジェーヌ・ドラクロワのサロン出品作『キオス島の虐殺』（Scène des massacres de Scio）に対抗する新古典主義の大作として絶賛され、アングルに数々の社会的成功をもたらした。現在はモントーバンのモントーバン大聖堂に所蔵されている。

## 主題
ブルボン王朝第2代目の国王ルイ13世は1638年、聖母マリアに跡継ぎの子が生まれたならフランス王国を聖母に捧げ、パリのノートルダム大聖堂に新しい祭壇と彫刻を寄進するという誓いを立てた。ルイ13世がスペイン国王フェリペ3世の王女アンヌ・ドートリッシュと結婚したのは1615年のことである。しかし24年の結婚生活の間に4度の流産を経験したアンヌはルイ13世の子をまだ一度も出産していなかった。しかし誓願を立てるとアンヌはその年の9月に後の太陽王ルイ14世を無事に出産し、またその2年後には第2王子であるオルレアン公フィリップ1世を出産した。ルイ14世の誕生に歓喜した国王はフランスを処女マリアに捧げ、誓願によって生まれたルイ14世には「ルイ・デュードネ」（Louis-Dieudonné, 神の賜物の意）という洗礼名が授けられた。またフィリップ・ド・シャンパーニュに命じて『ルイ13世の誓願』を描かせた。

## 制作経緯

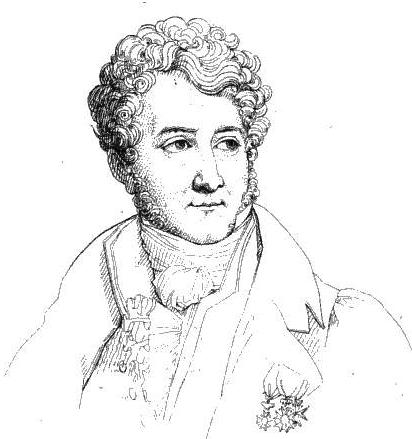
オーギュスト・ド・フォルバン伯爵（1817年）。リュクサンブール美術館を設立して同時代の芸術作品を国家が購入する政策を推進し、新古典主義だけでなくロマン主義絵画の購入をも進める一方、亡命したダヴィッドの大作の復帰に尽力、またローマ大賞の歴史風景画部門の創設にも関与し、当時地位の低かった風景画に国家的承認を与えるなどの改革を行った。

1820年、アングルはローマのトリニタ・デイ・モンティ教会のために『聖ペテロに天国の鍵を渡すキリスト』（ La Remise des clés à Saint Pierre）を制作した。この作品を見た批評家の数は多くはなかったが、彼らから好評を得たことでアングルはより大きな仕事を受注することになった。それが本作品『ルイ13世の誓願』である。この背景には同郷の友人ジャン＝フランソワ・ジリベールや、モントーバンの有力者の働きかけがあった。同年、フランス政府の内務省は画家の故郷モントーバンのノートルダム大聖堂祭壇画をアングルに発注した。主題は《フランス王国を昇天する聖母の庇護のもとへ捧げるルイ13世の誓願》と定められた。

## 作品
アングルは聖母マリアに誓いを立てるルイ13世の姿を描いている。背中を向けたルイ13世は祭壇に跪き、王権の象徴である王冠と王笏を差し出している。祭壇を覆うカーテンは2人の天使によって左右に開かれており、神々しい光が降り注ぐ祭壇上には、燭台を支えるプットーたちとともに雲に座した聖母マリアが現れている。アングルは縦長の画面を2分し、聖母子の属する天上世界とルイ13世の属する地上世界を描き分けた。祭壇上に起きた奇跡は天使たちがカーテンを開くことでルイ13世にも確認でき、またその輝きはカーテンの奥から漏れ出でて、ルイ13世が跪く冷たさを感じさせる暗い地上をほのかに照らし出している。
構図や聖母子像のポーズなどは盛期ルネサンスの巨匠ラファエロ・サンツィオの影響がはっきりと見て取れる。画面を上下に二分するのは伝統的な《聖母被昇天》のスタイルであり、燭台を支えるプットーを聖母子像の両脇に描いた1513年頃の『燭台の聖母』（Madonna dei Candelabri）や、カーテンの仕切りの奥に聖母子を描いた傑作『システィーナの聖母』（Madonna Sistina）、また雲に座した聖母子像を描いた『フォリーニョの聖母』（Madonna di Foligno）から影響を受けていることが指摘されている。

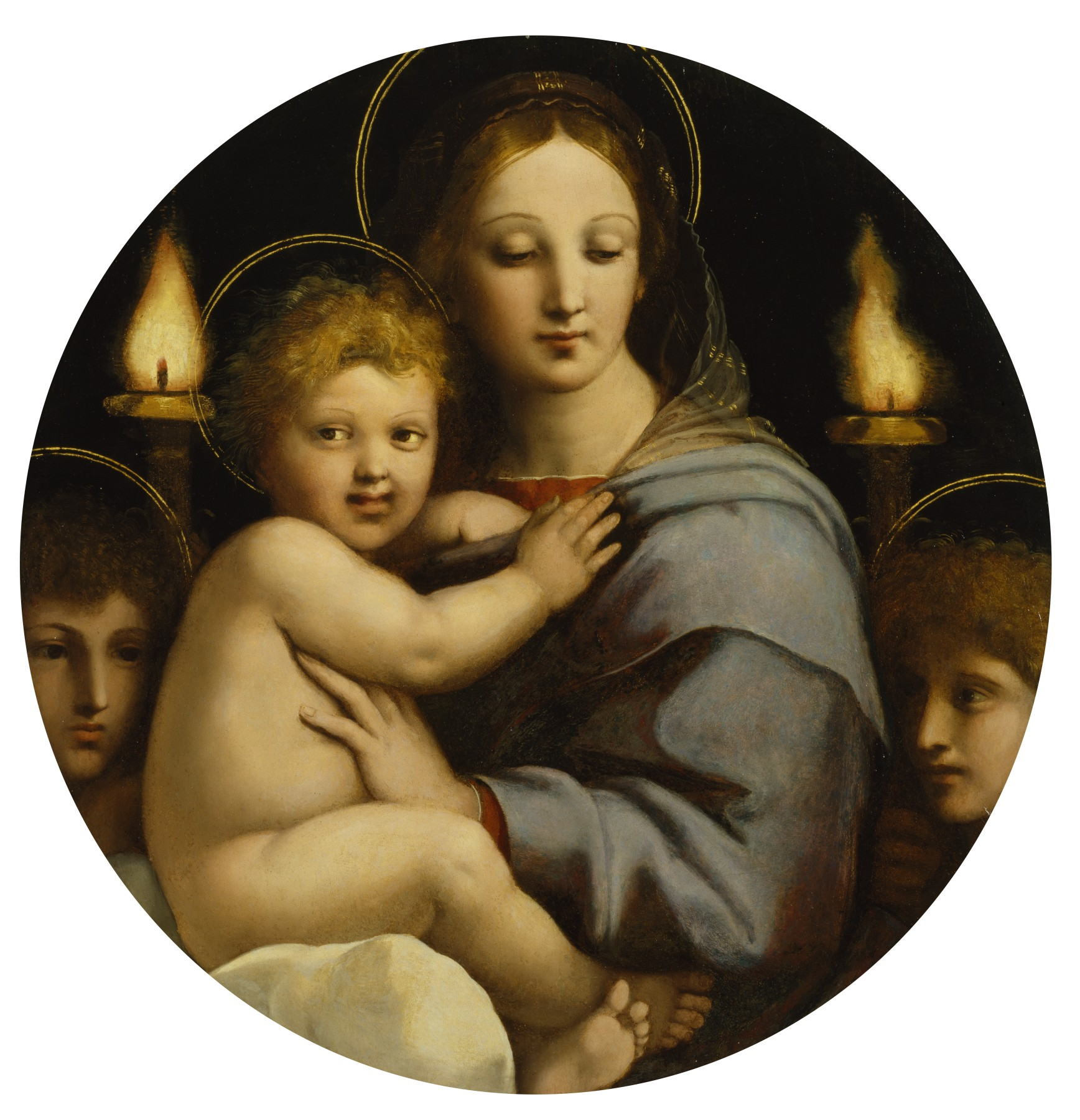
ラファエロ・サンツィオ『燭台の聖母』（1513年頃）ウォルターズ美術館所蔵
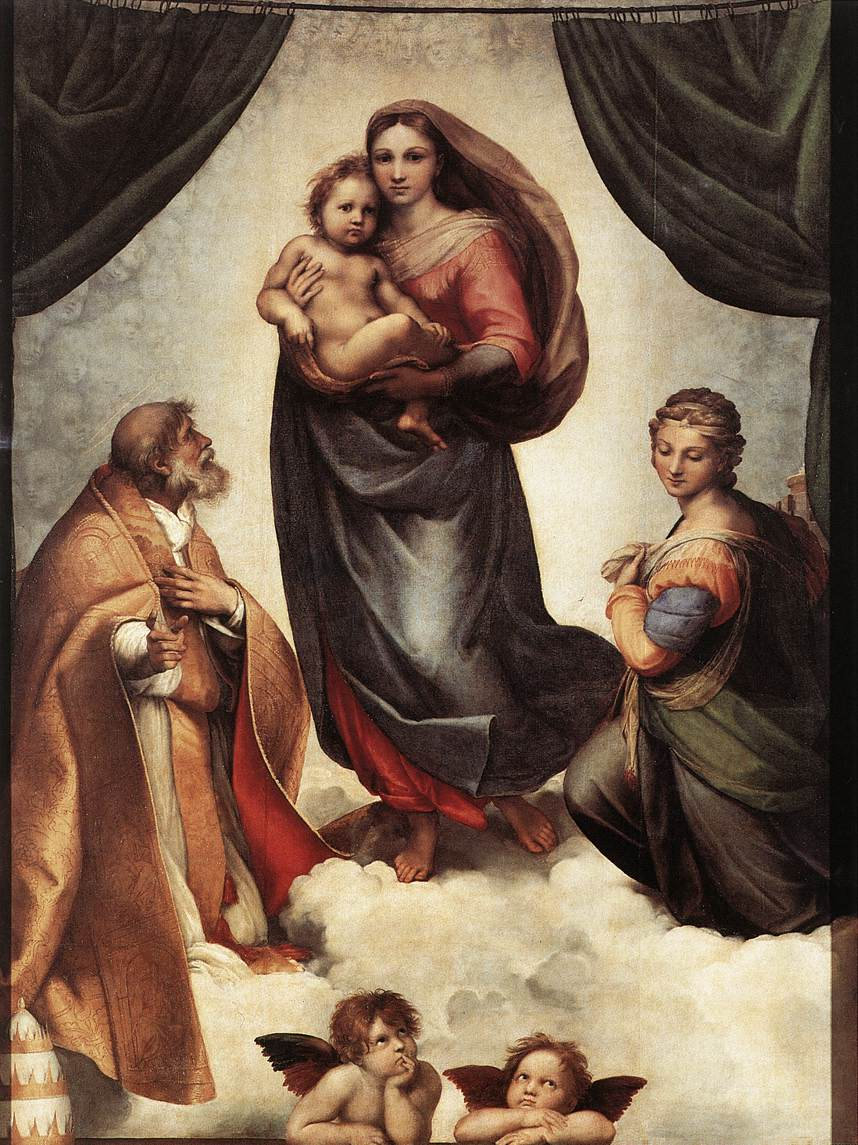
ラファエロ・サンツィオ『システィーナの聖母』（1513年-1514年頃）アルテ・マイスター絵画館所蔵
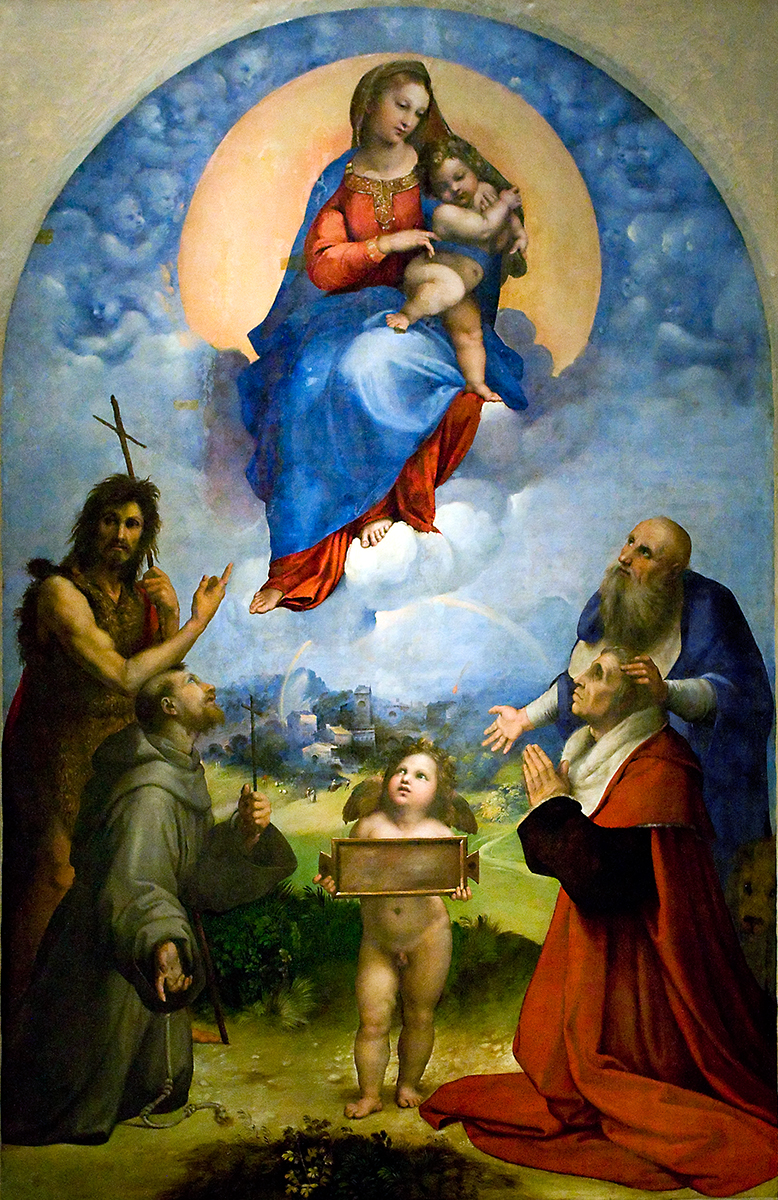
ラファエロ・サンツィオ『フォリーニョの聖母』（1511年頃）ヴァチカン美術館所蔵

当初、アングルは主題から政治的要素であるルイ13世を除き、本作品を純粋な宗教画《聖母被昇天》として描くことを望んでいた。その理由の1つとして、アングルはルイ13世を描くための資料がフィレンツェに欠如していたことを挙げている。しかし主題の変更は聞き届けられなかった。アングルはウフィツィ美術館にフランス・プリュービスが描いたアンリ4世（ルイ13世の父）の肖像画を発見し、それを用いて描くことでこの問題を解決した。ルイ13世を描くにあたっては男性のモデルを使って身体を素描している。たとえルイ13世の身体が分厚い衣装で覆い隠されたとしてもアングルは一切の妥協を許さなかった。画家が最も苦慮したのは聖母のポーズである。困り果てた画家はついに自らはしごに上り、弟子に自分の姿を描かせたという逸話も残っている。弟子のアルマン・カンボンに与えた全体の構想を描いた『カンボンの習作』やその他の素描によると、当初、聖母は『システィーナの聖母』と同様の立像となっており、幼いキリストを抱いていない。最終的に画家は『フォリーニョの聖母』のキリストを抱える位置を左右入れ替えつつ、雲に座るかのような姿勢を採用した。

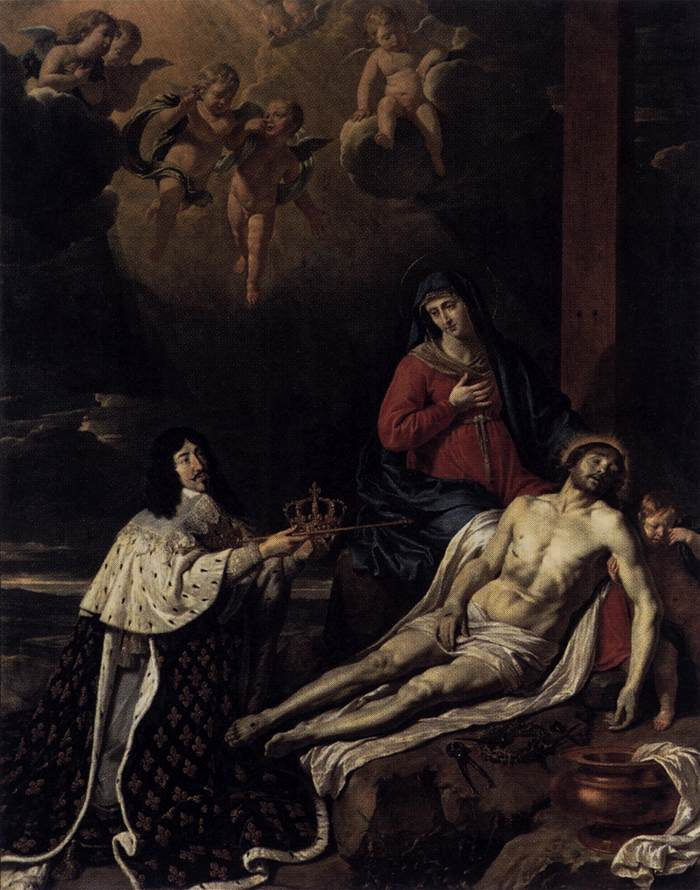
フィリップ・ド・シャンパーニュの1638年の絵画『ルイ13世の誓願』。カン美術館（英語版）所蔵
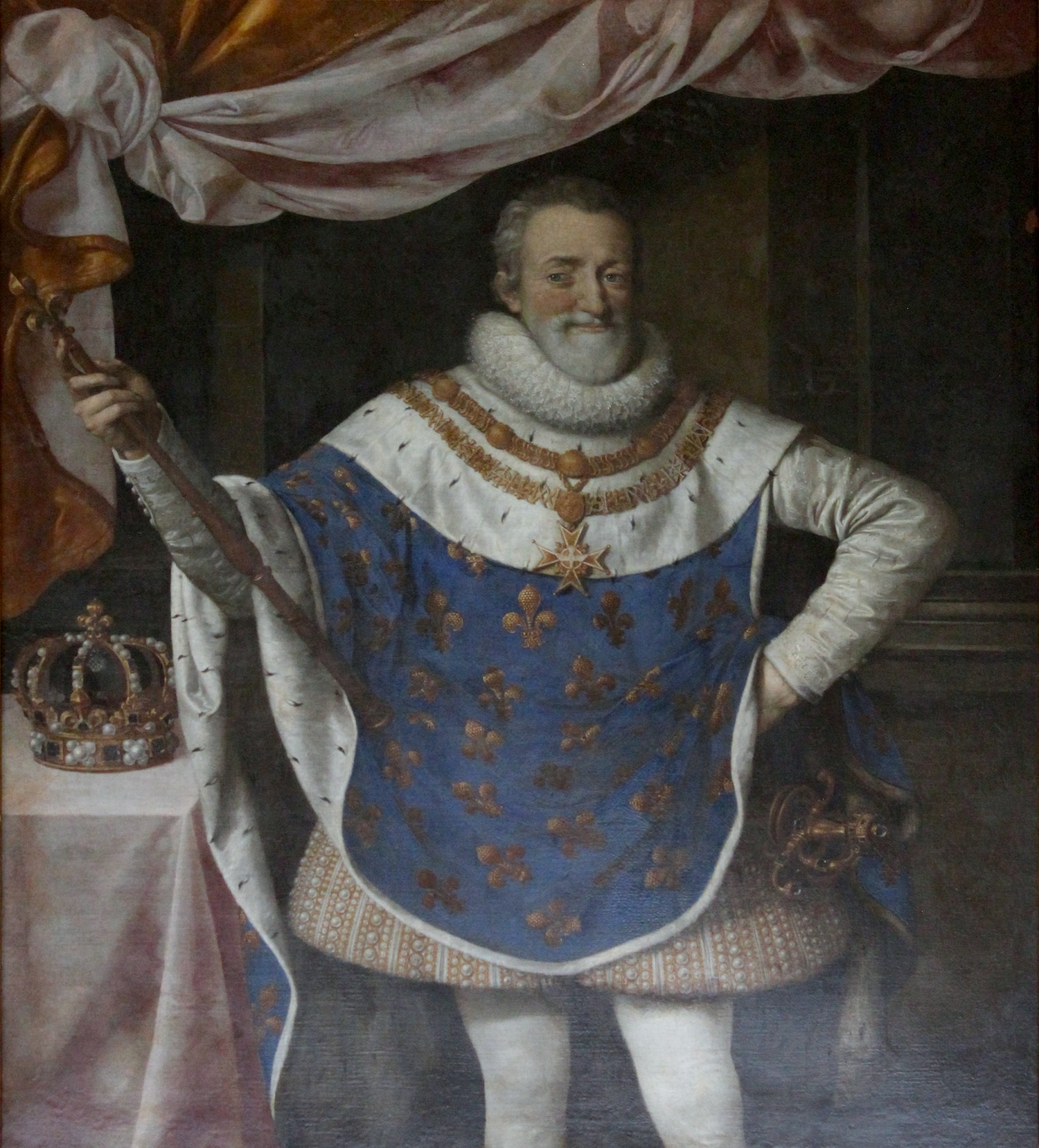
フランス・プリュービス『フランス国王アンリ4世の肖像』（1613年）ウフィツィ美術館所蔵
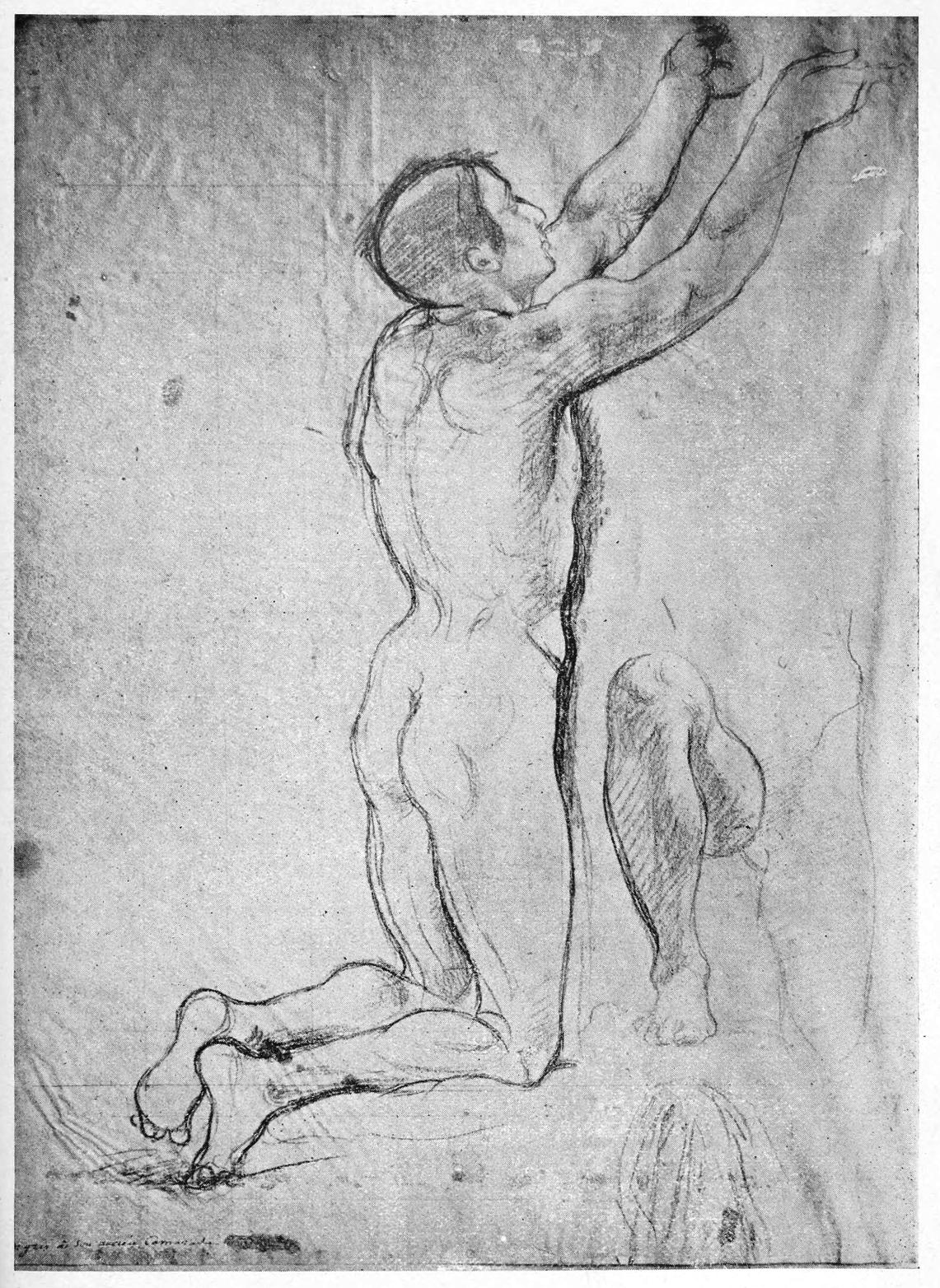
ルイ13世に関する素描。アングル美術館所蔵
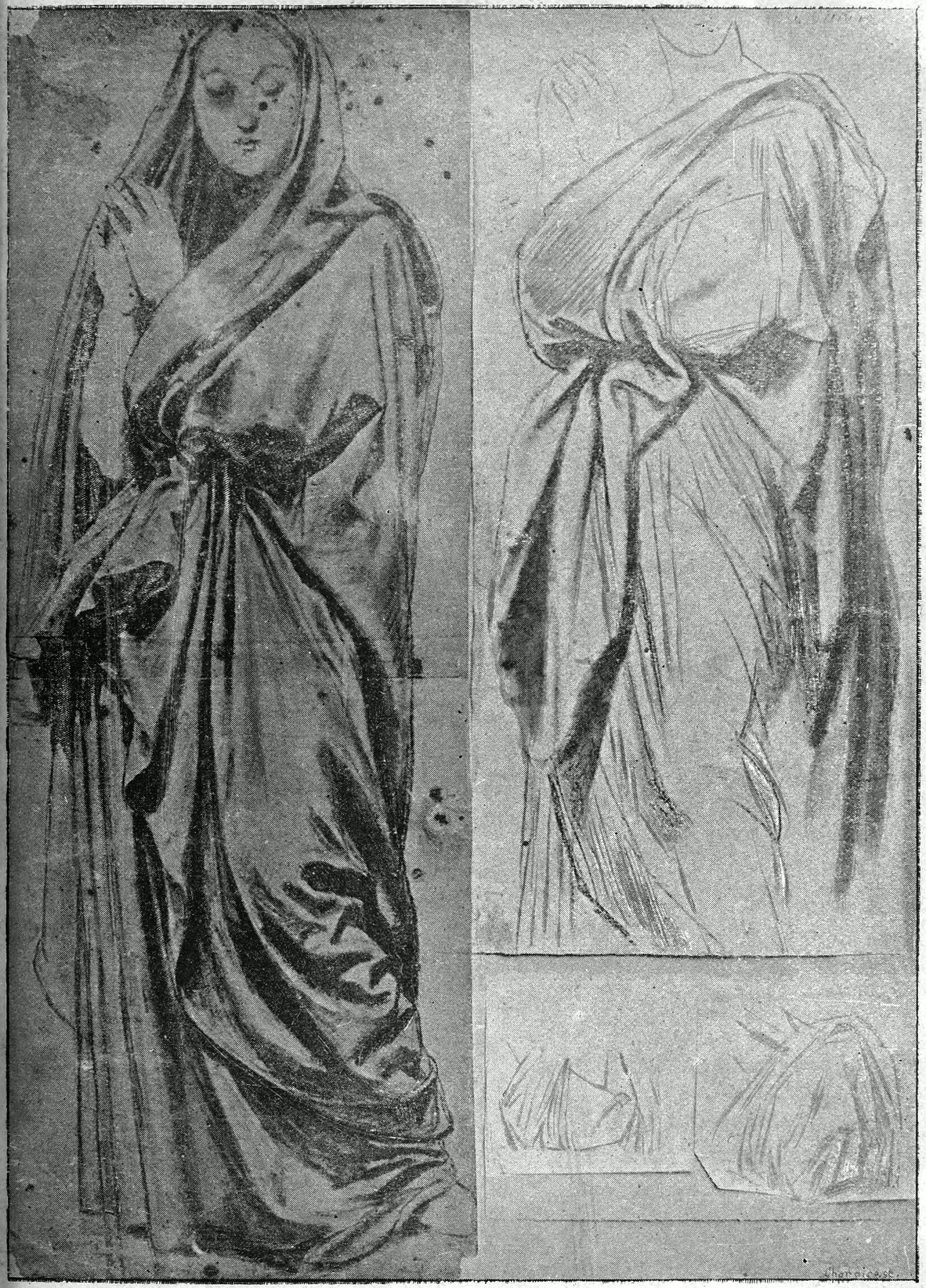
聖母に関する習作

## 反響
これまでアングルの作品は批評家からほとんど良い評価を受けたことがなかった。これは画家がローマに留学する以前からである。留学を終えたアングルは、イタリアに留まりながら『ユピテルとテティス』（Jupiter et Thétis, 1811年）、『グランド・オダリスク』（La Grande Odalisque, 1814年）、『アンジェリカを救うルッジェーロ』（Roger délivrant Angélique, 1819年）といった作品をフランスに送り続けたが結果は同じであった。そのためアングルは今回の『ルイ13世の誓願』の結果について期待していなかった。ところがフランス政府の美術局長ルイ・ニコラ・フィリップ・オーギュスト・ド・フォルバン伯爵は本作品を特別な優遇措置とともに迎え入れた。彼は『ルイ13世の誓願』をサロンの最後の2週間だけ公開したのである。この計らいは必然的に人々の興味を惹かずにいられなかった。この年のサロンをアングルは次のように回想している。
結果として本作品はアングルの画業における最初の大成功をもたらし、彼の人生を劇的に変えた。翌年にサロンが閉幕するとフランス国王シャルル10世は自らアングルにレジオン・ドヌール勲章を授け、美術アカデミーはアングルをドミニク・ヴィヴィアン・デノン（ルーヴル美術館の初代館長）の後継者に指名した。さらにアングルは『聖サンフォリアンの殉教』（Le Martyre de saint Symphorien）やルーヴル美術館の天井画『ホメロス礼讃』（L'apothéose d'Homère）の発注を受けた。こうした栄誉の数々は早々にイタリアへ戻るつもりだったアングルをフランスに留まらせるには十分だった。1829年には満場一致で国立美術学校の教授に選ばれ、1830年代には副校長および校長を歴任した。

## 社会的背景

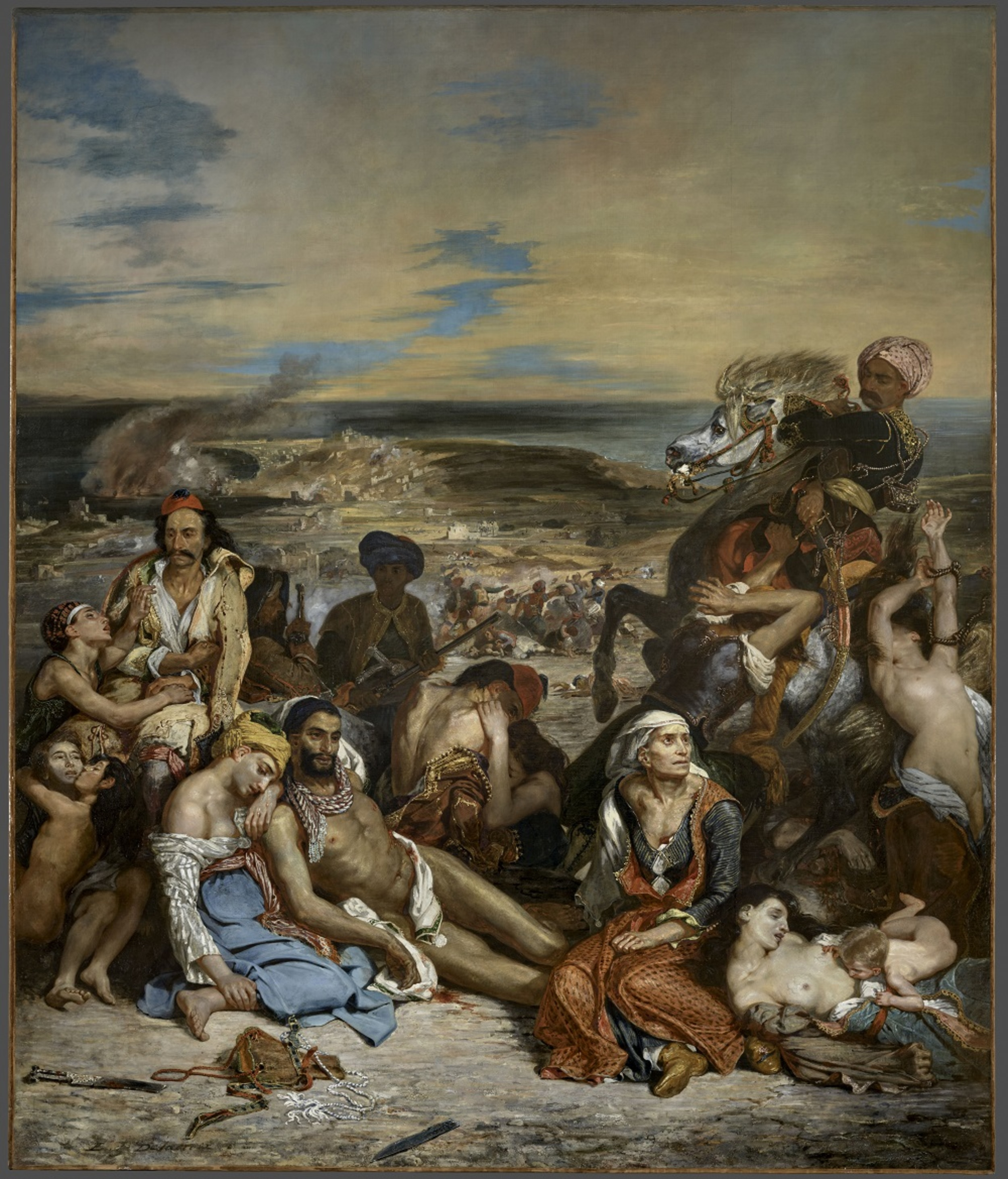
ウジェーヌ・ドラクロワの1824年の絵画『キオス島の虐殺』。パリ、ルーヴル美術館所蔵。

フォルバン伯爵がアングルに特別の配慮を与え、また本作品が熱烈に歓迎された背景には当時のフランス美術界の情勢がある。当時、新古典主義に対抗する新たな芸術運動としてロマン主義が大きな勢力となりつつあり、1824年1月に悲劇的な死を遂げたテオドール・ジェリコーと入れ替わるように、ドラクロワという新たな中心的人物が現れ、1824年のサロンに大作『キオス島の虐殺』を出品して物議をかもした。しかしアカデミックな立場にあった新古典主義の状況は違った。ナポレオンの首席画家として美術界に君臨したジャック＝ルイ・ダヴィッドはナポレオンの失脚後、すでにブリュッセルに亡命した後であり、指導者となる中心的人物を欠いていた。このロマン主義に関心を寄せる反面、新古典主義の抱える事情を憂慮する政治家でもあったフォルバン伯爵はロマン主義に対抗する人材を探しており、『ルイ13世の誓願』を描いたアングルに新古典主義の理想の体現者となる資質を見出したのだった。実際、ダヴィッドのアトリエに学び、ローマ大賞を受賞して、フランス・アカデミーに留学し、長年にわたってイタリアで活動を続けたアングルの経歴や、西洋美術史上屈指のデッサン家であった彼の力量は申し分ないものだった。こうして『ルイ13世の誓願』の成功によって指導者的立場に立ったアングルはその期待に応えて見せた。
しかしながら、アングルがジェリコーやドラクロワに代表されるロマン主義の作風を嫌悪していたにせよ、新古典主義とロマン主義の対立構造の中でアングルを捉えることは、アングルという画家の理解を遅らせることにつながった。ラファエロを讃美しながらも、ゴシックでプリミティブな傾向を強く持ったアングルが捉えていた美術史の理解は新古典主義の範疇に収まりきらなかったし（それ故に批判され続けてきた）、むしろロマン主義と見なしうる部分を備えてすらいた。こうしたアングルの理解に変化が現れるには没後100周年の1967年に催された大回顧展まで待たねばならなかった。

## 来歴

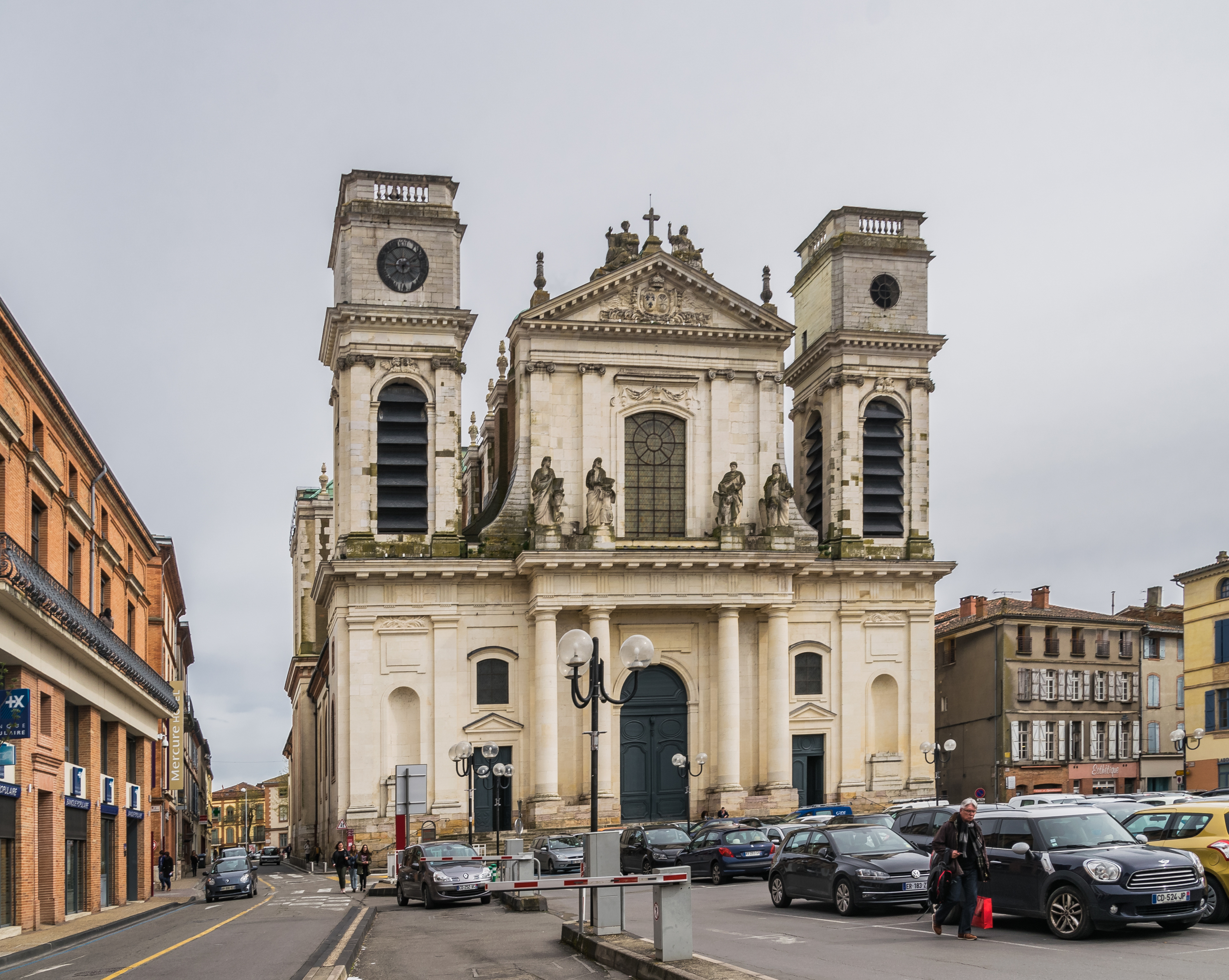
モントーバンのノートルダム大聖堂。

サロンの後、絵画の成功ゆえにフランス政府はアングルの希望に反して『ルイ13世の誓願』をリュクサンブール美術館で展示した。それどころか絵画をパリの教会に与えようとさえした。1826年2月、軍事大臣は絵画をブルボン王朝にゆかりのあるヴァル・ド・グラース教会に送るよう王室大臣に主張し、アングルによって制作された複製を提供することでモントーバン市の興味を失わせることを提案した。アングルはこれに反発した。王室大臣は作家ヴィクトル・ユーゴーの兄アベル・ユーゴーと結婚する女流画家ジュリー・デュヴィダル・ド・モンフェリエに複製制作を依頼したが、モントーバンに届くことはなかった。この複製は現在ロン＝ル＝ソーニエに伝わっている。
『ルイ13世の誓願』がモントーバンに到着したのはその年の11月であった。アングルは自ら絵画を故郷に運んだ。これはアングルの生涯で唯一の帰郷であった。『ルイ13世の誓願』は最初にモントーバンの市庁舎に展示された。ついでノートルダム大聖堂に運び込まれ、内陣に設置され、聖器室に運ばれたのち、現在絵画が展示されている北側袖廊の礼拝堂に移された。アングルは最終的に絵画が市庁舎に飾られることを望んだが、大聖堂の財産管理委員会の反対にあって実現しなかった。

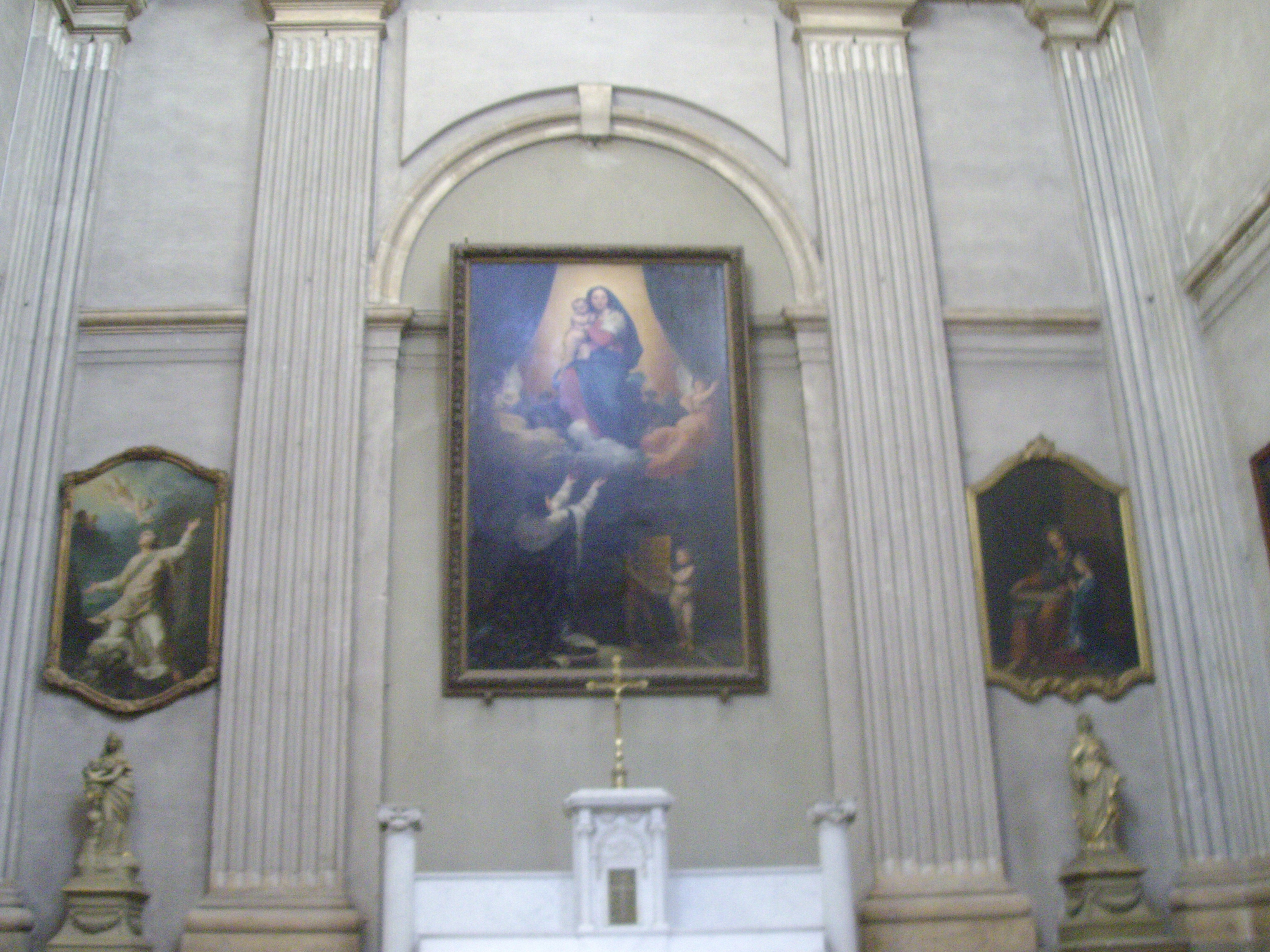
ノートルダム大聖堂に展示されている『ルイ13世の誓願』。

以降、本作品はモントーバンのノートルダム大聖堂に所蔵されているが、1824年のサロンを含めて過去に5度、重要な展覧会の際にのみ出展されている。2度目は1855年の第1回パリ万国博覧会である。このとき政府によって新古典主義のアングルとロマン主義のドラクロワの個展が開催されており、本作品もアングルの他の作品とともに展示されている。3度目はアングルが死去した1867年に催された回顧展であり、4度目は没後100周年の1967年の大回顧展、そして5度目は2006年にルーヴル美術館で催されたアングル展である。

## 習作・素描・複製
全体の構想を描いた『カンボンの習作』をはじめ、部分を描いたものなど6点の油彩習作が知られるほか、アングル美術館だけで67点もの素描が知られている。ジュリー・デュヴィダル・ド・モンフェリエが制作した複製は2015年に再発見されている。